# Мільман Аркадій
Мільман Аркадій (нар. у 1957 році в Україні) — колишній посол Ізраїлю в Росії (2003-2005).
У 1970-ті роки репатріювався до Ізраїлю. Здобув ступінь бакалавра в галузі політичних наук.
Президент Rusnano Israel Ltd, дочірньої компанії «Роснано».
У 2020 роках — політичний експерт